# Dreamatorium
Albums de Death Cube K
Disembodied
(1997)
Dreamatorium est le 1er album de Buckethead à être publié sous l'anagramme de Death Cube K. Il fut publié le 13 mai 1994 par la compagnie « Strata » (sous-compagnie de Subharmonic Records appartenant à Bill Laswell) et ensuite en 1995 incluant cette fois un logiciel générateur d'image par « Interactive Multimedia Corporation » en guise de première piste. Le logiciel joint était en fait Fractint (version 18.2 pour MS-DOS), un freeware générateur de fractale pouvant être obtenu en version standalone à partir du site web de « Fractint » gratuitement.

## Liste des pistes
| 1.    | Land of the Lost          | 10:00 |
| 2.    | Maps of Impossible Worlds | 7:13  |
| 3.    | Terror by Night           | 7:08  |
| 4.    | Maggot Dream              | 5:07  |
| 5.    | Dark Hood                 | 12:39 |
| 42:16 |                           |       |